# 霍季基夫齊
49°33′55″N 26°57′42″E / 49.56528°N 26.96167°E
霍特基夫齊（烏克蘭語：Хотьківці）是位於烏克蘭西部的村莊，由赫梅利尼茨基州裡赫梅利尼茨基區的克拉西利夫市鎮負責管轄。該村處於布佐克河右岸，面積1.8平方公里，海拔高度290米，2001年人口359。